# 起訴
起訴指將案件提交予司法機構，使之成為訴訟，請求法官依法審訊並判決。
起訴的一方稱為原告人、起訴人或原訴人，被起訴的一方稱為被告人或被訴人。

## 中華民國
《中華民國憲法》第16條訂明：「人民有請願、訴願及訴訟之權。」